# European Microlight Federation
European Microlight Federation (EMF) je evropská organizace se sídlem v Paříži, sdružující jednotlivé národní asociace evropských států pro provoz ultralehkých letadel, která se zabývá především snahou o sjednocení pravidel pro provoz UL v Evropě. Mezi členy federace patří i česká Letecká amatérská asociace ČR (LAA ČR). EMF byla založena 17. září 2003.

## Členské asociace
Členy EMF jsou následující národní letecké asociace:
- Francie – Fédération Française de Planeur Ultra-léger Motorisé (zakládající člen)
- Velká Británie – British Microlight Aircraft Association (zakládající člen)
- Německo – Deutscher Ultraleichtflugverband (zakládající člen)
- Německo – Deutscher Aero Club
- Španělsko – Asociación Española de Pilotos de Ultraligeros
- Portugalsko – Associação Portuguesa de Aviação Ultraleve
- Belgie – Fédération Belge d'Aviation Micro-légère
- Belgie – Federation Belge de Paramoteur
- Itálie – Federazione Italiana volo ultraleggero
- Irsko – National Microlight Association of Ireland
- Nizozemsko – Koninklijke Nederlandse Vereniging voor Luchtvaart
- Česko – Letecká amatérská asociace České republiky
- Řecko – Ελληνική Αεραθλητική Ομοσπονδία
- Dánsko – Dansk Ultralet Flyve Union
- Norsko – Mikroflyseksjonen
- Bulharsko – Bulharská asociace ultralehkého létání
- Finsko – Experimental ja Ultrakevyt Toimikunta
- Polsko – Lotnicza Amatorska Federacja Rzeczypospolitej Polskiej
- Malta – Island Microlight Club Malta